# Karsten Dusse
Karsten Dusse [ˈkaʁstn̩ ˈdʏs] (* 30. April 1973 in Essen) ist ein deutscher Rechtsanwalt und Hörbuchsprecher. Bekannt wurde er als Fernseh- und Bestseller-Autor der Kriminalromanreihe Achtsam morden.

## Leben
Dusse stammt aus einer Juristenfamilie mit hugenottischen Wurzeln. Nach dem Abitur am Theodor-Heuss-Gymnasium in Kettwig diente er jeweils ein Jahr in Heer und Marine der Bundeswehr. Anschließend studierte er Rechtswissenschaft in Bonn und Lausanne und absolvierte sein Referendariat in Bonn und Los Angeles. 2003 erhielt Dusse die Zulassung als Rechtsanwalt in Bonn. Er ist vor allem im Miet- und Eigentumsrecht tätig.

## Wirken
Bereits zu Studienzeiten arbeitete Dusse in der Medienbranche, unter anderem als Kabelträger und Anheizer im Vorfeld von Fernsehproduktionen. Sein Interesse am Fernsehen hatte Hans Meiser geweckt, den er aufgrund einer Aktion der WAZ auf Mallorca begleitete. Später arbeitete Dusse auch als Fernseh- sowie Radiomoderator, unter anderem für SWR3. Er entwickelte beispielsweise die auf ProSieben ausgestrahlte Castingshow „Millionärswahl“.
Bundesweit bekannt wurde Dusse als Straßenreporter „Wulf Assols“ der „Freitag Nacht News“, eines Comedyformats von RTL. Es folgten weitere Auftritte unter anderem in „Anke Late Night“, „Richterin Barbara Salesch“ und „Verklag mich doch!“. Seine Arbeit als leitender Autor für „Ladykracher“ und andere Formate wurde mit dem Deutschen Fernsehpreis und dem Deutschen Comedypreis ausgezeichnet sowie für den Grimme-Preis nominiert.
In den letzten Jahren wirkte Dusse vor allem als Buchautor: 2015 erschien im Piper Verlag unter dem Titel Halbwissen eines Volljuristen ein „Handbuch für den Rechtsstaat“. 2019 folgte mit Recht bekommen: 15 Rechtsgeschichten, die Sie für sich nutzen können ein weiteres Sachbuch. Dazwischen beschäftigte sich Dusse für eine Aufsatzsammlung mit den Folgen des politischen Populismus auf unsere Gesellschaft, die 2017 unter dem Titel „Wir haben die Wahl“ erschien.
2019 veröffentlichte Dusse mit Achtsam morden seinen ersten Roman im Heyne Verlag, der zu einem Bestseller und Grundlage für die gleichnamige Buchreihe wurde.

## Werke

### Bücher
- Halbwissen eines Volljuristen. Handbuch für den Rechtsstaat. Piper, München 2015, ISBN 978-3-492-30805-2.
- Recht bekommen. 15 Rechtsgeschichten, die Sie für sich nutzen können. Piper, München 2018, ISBN 978-3-492-31253-0.
- Achtsam morden. Ein entschleunigter Kriminalroman. Heyne, München 2018, ISBN 978-3-453-43968-9.
- Das Kind in mir will achtsam morden. Heyne, München 2020, ISBN 978-3-453-42444-9.
- Achtsam morden am Rande der Welt. Heyne, München 2021, ISBN 978-3-453-27356-6.
- Achtsam morden im Hier und Jetzt. Heyne, München 2022, ISBN 978-3-453-27386-3.
- Achtsam morden durch bewusste Ernährung. Heyne, München 2024, ISBN 978-3-453-27387-0.
- Verscheuchte Helden Baltic Lighthouse Inc. 2024, ISBN 979-8-9918524-0-1

### Hörbücher (Auswahl)
- Das Kind in mir will achtsam morden (gelesen vom Autor, Hörbuch-Download) Random House Audio 2020, ISBN 978-3-8371-5164-0. (DE: Platin (Hörbuch-Award))[12]
- Achtsam morden am Rande der Welt (gelesen vom Autor, Hörbuch-Download) Random House Audio 2021, ISBN 978-3-8371-5527-3. (DE: Gold (Hörbuch-Award))
- Achtsam morden im Hier und Jetzt (gelesen vom Autor, Hörbuch-Download) Random House Audio 2022, ISBN 978-3-453-27386-3. (DE: Gold (Hörbuch-Award))